# Pressione oncotica
La pressione oncotica è la pressione osmotica esercitata da soluzioni colloidali.
In medicina e fisiologia il termine si riferisce alla pressione parziale associata alle proteine (come l'albumina prodotta dal fegato) presenti in soluzione nel plasma sanguigno.
In condizioni normali la differenza tra i valori di pressione oncotica interstiziale e plasmatica è di circa 25 mmHg (circa 30 mmHg a livello plasmatico - circa 5 mmHg a livello interstiziale) ed è in grado di bilanciare in parte la pressione idrostatica che porta al movimento di liquido attraverso le membrane dei capillari fenomeno che avviene con particolare efficacia a livello del glomerulo renale dove la pressione idrostatica raggiunge valori di circa 60 mmHg nei capillari contro una media di 30 mmHg a livello sistemico. Tale relazione tra flusso di solvente e pressioni è descritta dall'Equazione di Starling.
In generale, la differenza tra pressione oncotica e pressione idrostatica a livello dell'estremità arteriosa dei capillari favorisce il passaggio nello spazio extracellulare di acqua, elettroliti e alcune proteine del plasma. La minore pressione idrostatica che si ha a livello delle estremità venose dei capillari (data tra le altre cose dalla diminuzione della velocità del sangue)  e la costante pressione oncotica inducono, invece, un riassorbimento nel circolo sanguigno di acqua, di elettroliti e dei prodotti del catabolismo dei tessuti. Tali trasporti nei tessuti lassi sono in genere sbilanciati verso la filtrazione, richiedendo quindi l'intervento del sistema linfatico per il riassorbimento di liquido e soluti a livello periferico.